# Emsländische Eisenbahn

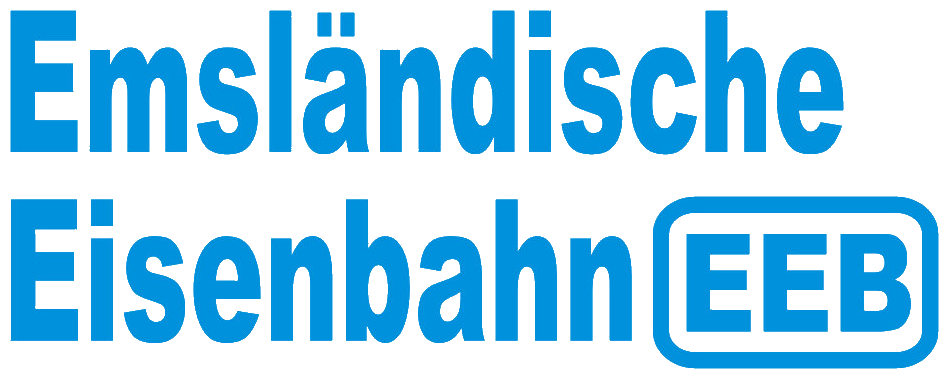
Logo Emsländische Eisenbahn

Die Emsländische Eisenbahn GmbH ist ein Eisenbahninfrastrukturunternehmen und Verkehrsunternehmen mit Sitz in Meppen. Sie ist aus einem Eigenbetrieb des Landkreises Emsland hervorgegangen. Dieser war am 1. Januar 1993 durch den Zusammenschluss der Hümmlinger Kreisbahn und der Meppen-Haselünner Eisenbahn entstanden, die vorher den Kreisen Hümmling (später Aschendorf-Hümmling) bzw. Meppen gehörten.

## Geschichte

### Meppen-Haselünner Eisenbahn
Hauptartikel: Meppen-Haselünner Eisenbahn

### Hümmlinger Kreisbahn
Hauptartikel: Bahnstrecke Lathen–Werlte

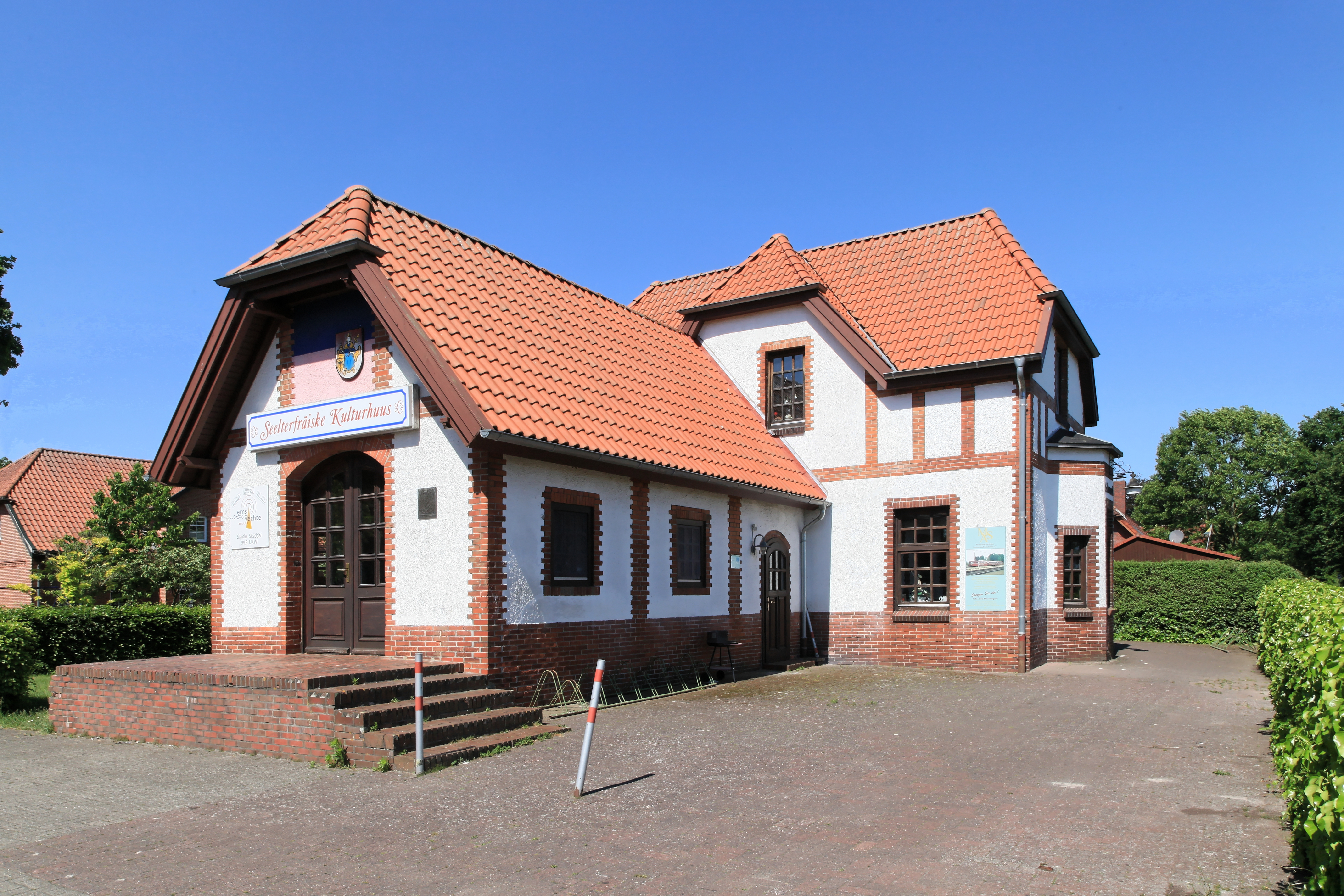
Bahnhof Scharrel der Bahnstrecke Ocholt–Sedelsberg

### Strecke Ocholt–Sedelsberg
Die Bahnstrecke Ocholt–Sedelsberg im Saterland gelangte erst 2001, nach dem Zusammenschluss von HKB und MHE zur EEB in den Besitz der Bahngesellschaft. Sie ist ein Überbleibsel der ehemaligen Strecke Cloppenburg–Friesoythe–Sedelsberg–Westerstede–Ellenserdamm, die mit dem Abbau einer Brücke über den Küstenkanal geteilt wurde.
Als die Strecke 2001 stillgelegt werden sollte, übernahm die EEB diese und führt seit dem 1. April 2001 dort den Güterverkehr durch, der vor allem in der Abfuhr von im Saterland gestochenem Torf besteht.
Neben den Güterzügen der EEB verkehren hier auch Züge der Museumseisenbahn Ammerland-Barßel-Saterland (MABS).

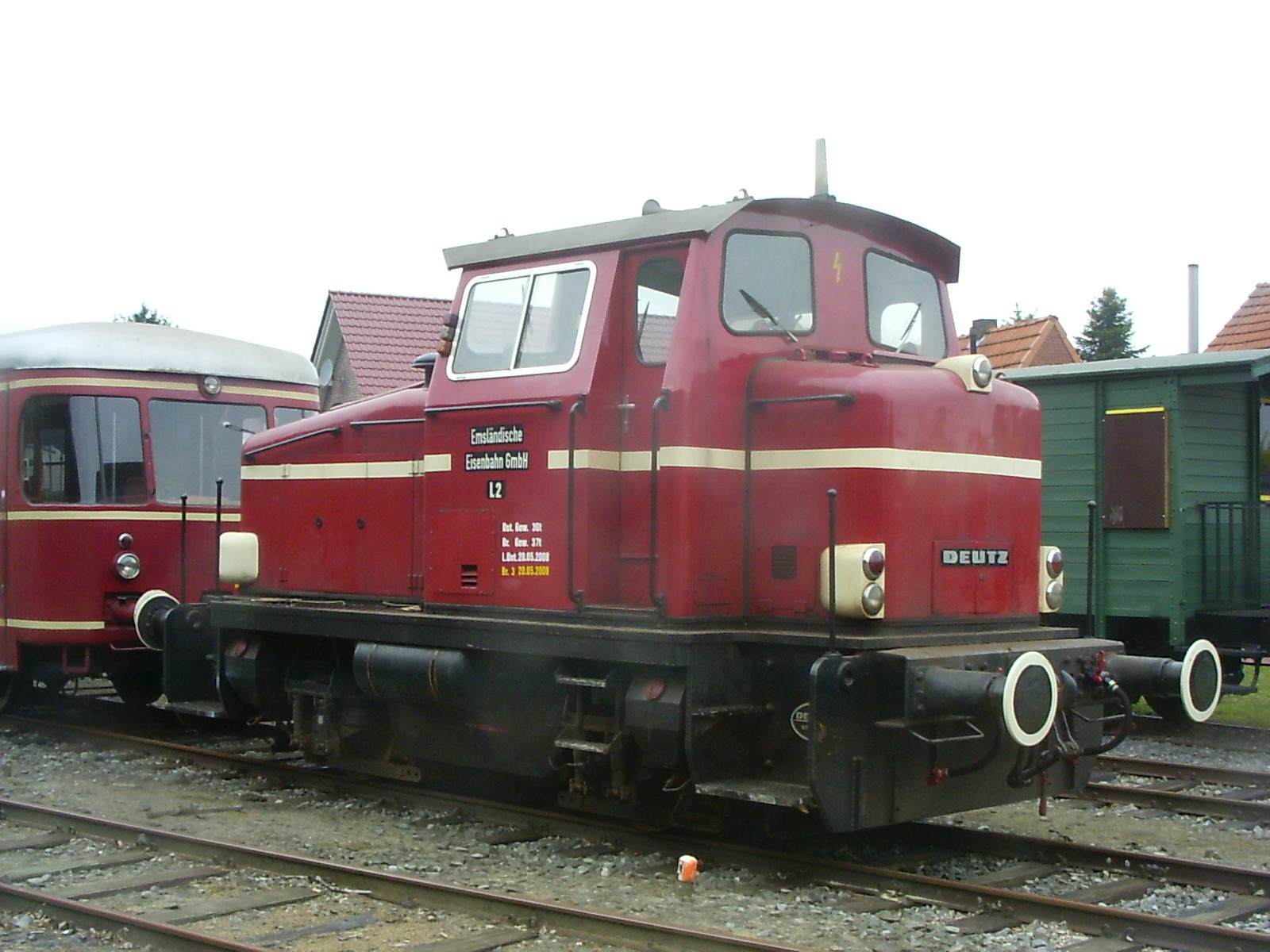
Diesellok L2 der EEB

## Fahrzeuge und Verkehrsleistungen
Der Fuhrpark der Emsländischen Eisenbahn besteht derzeit aus sieben Triebfahrzeugen, davon je einer Diesellokomotive der Bauarten G 1700, G 1206 und 295, zwei kleineren Lokomotiven (davon eine abgestellt), einem historischen Triebwagen und einem Dienstfahrzeug für Gleisarbeiten.
Diese werden im Güter- und Museumsverkehr auf folgenden eigenen Strecken eingesetzt:
- Meppen – Haselünne – Herzlake – Löningen – Essen (Oldenburg)
- Lathen – Sögel – Werlte
- (Oldenburg (Oldb) –) Westerstede-Ocholt – Saterland-Sedelsberg

Auf den genannten Strecken beherrscht vor allem der Transport landwirtschaftlicher Produkte wie Torf, Holz und Dünger das Bild des Güterverkehrs, ein weiterer Kunde im Güterverkehr ist die Bundeswehr. Außerdem befördert die EEB seit 2004/2005 Hausmüll aus dem nördlichen und mittleren Emsland (Ladestellen Dörpen und Meppen) über die Bahnstrecke Rheine–Norddeich Mole zur Müllverbrennungsanlage in Salzbergen und bedient einige Unternehmen zwischen Meppen und Haren. Die bisherige Transportleistung lag bei rund 200.000 Tonnen.
Ferner leistet die EEB im gesamten Emsland im Auftrag des Landkreises die Finanzierung von Schülerbeförderungen in den Fällen, wo eine Beförderung mit öffentlichen Verkehrsmitteln nicht möglich ist.